# بریستول اف. ۲ جنگنده
بریستول اف. ۲ جنگنده (به انگلیسی: Bristol F.2 Fighter) یک هواگرد ساختِ کارخانهٔ بریستول ایروپلین در کشور بریتانیا است که در سال ۱۹۱۶–۱۹۲۷ ساخته شد. نخستین استفاده‌کنندهٔ این هواپیما یکان پروازی پادشاهی بریتانیا بوده‌است. این هواگرد برای نخستین بار در ۹ سپتامبر ۱۹۱۶ میلادی مورد استفاده قرار گرفت.